# Ordinamento sul grado totale
In matematica, l'ordinamento sul grado totale (detto anche ordine lessicografico graduato) è un ordine monomiale.

## Definizione
Dati due monomi {\displaystyle \mathbf {a} =x_{1}^{a_{1}}x_{2}^{a_{2}}\ldots } e {\displaystyle \mathbf {b} =x_{1}^{b_{1}}x_{2}^{b_{2}}\ldots }, con {\displaystyle a_{i},b_{i}\in \mathbb {Z} }, nelle variabili {\displaystyle x_{1},x_{2},\ldots }, {\displaystyle \mathbf {a} <\mathbf {b} } se e solo se il grado di {\displaystyle \mathbf {a} } è minore del grado di {\displaystyle \mathbf {b} }, oppure se i due gradi sono uguali e  {\displaystyle \mathbf {a} <\mathbf {b} } secondo l'ordine lessicografico.
In altre parole, si ordinano i monomi in base al loro grado; a parità di grado, invece, si considera il primo esponente diverso.